# Eté & Los Problems
Eté & Los Problems es una banda de rock uruguaya. Fue creada en 2005. Sus integrantes son Ernesto Tabárez (voz y guitarra), Martín Iglesias (guitarra y coros), Andrés Coutinho (batería), Iván Krisman (bajo y bandoneón) y Bárbara Jorcin (teclados y coros).

## Trayectoria
La banda es liderada por su cantante, Ernesto Tabárez, quien compone las canciones del grupo desde el inicio de la formación (2005).
El comienzo de la banda se da cuando Tabárez decide abandonar su trabajo en una empresa para dedicarse a la música.
Su primer disco es Malditos banquetes, grabado en los estudios de Sondor en 2007. El disco venía acompañado de un documental realizado por Pablo Stoll y Arauco Hernández, que mostraba el proceso de grabación. El disco se destaca por su sonido crudo, propio del garage rock, mezclado con folk rock. Tuvo buena recepción por parte de la crítica y ganó los premios Iris y Graffiti a Mejor Álbum de Artista Nuevo de Rock en 2008. Fue presentado el 12 de junio de 2008 en Espacio Guambia.
El segundo disco de la banda, lanzado en 2011 por Bizarro Records, llevó por nombre Vil. Fue grabado en la casa de uno de los integrantes del grupo. La presentación se hizo en La Trastienda en agosto de 2012. El disco fue nominado a los Premios Graffiti 2012 como Mejor álbum pop alternativo y Mejor álbum de rock alternativo, además la canción "No sé lo que pasó" fue nominada como Tema del año. También fueron nominados el disco y la canción al Premio Iris 2012.
En marzo de 2013 realizan su primer toque con un artista de renombre internacional, al abrir el show de Daniel Johnston.
En 2014 graban en los estudios I.F.U. su tercer disco, El Éxodo, lanzado a través del sello Bizarro Records. Entre los invitados que participaron del disco se destacan Sebastián Teysera (líder de La Vela Puerca), Garo Arakelian (guitarrista de La Trampa) y Laura Gutman (exbaterista de Buenos Muchachos, actual integrante de Laura y Los Branigan). El título y algunas de las letras del disco se encuentran influidas por la lectura de la novela Las uvas de la ira de John Steinbeck. El sonido de este tercer álbum se aleja un poco del de los anteriores,siendo más directo y dándole mayor importancia a la interpretación vocal. La canción "Jordan", un éxito a nivel popular, fue premiada con el Graffiti 2015 a Tema del año. El disco también recibió el premio en la categoría Mejor álbum de rock alternativo, además de lograr el grupo el reconocimiento a Mejor dúo o banda del año. La presentación del disco se hizo en La Trastienda en abril de 2015.

## Discografía (LPs y EPs)
- Malditos banquetes (Sondor, 2007)
- Vil (Bizarro Records, 2011)
- El éxodo (Bizarro Records, 2014)
- Hambre (Little Butterfly Records, 2018)
- Mudar (Little Butterfly Records, 2020)
- Plata (2024)